# Abraham ibn Ezra
Pour les articles homonymes, voir Ezra.
Abraham ben Ezra (hébreu : אברהם בן מאיר אבן עזרא Avraham ben Meïr ben Ezra parfois lu Even Ezra, arabe Abu Isḥaḳ Ibrahim ibn al-Majid ibn Ezra) est un rabbin andalou du XIIe siècle (Tudèle, circa 1092 - Calahorra, circa 1167).
Grammairien, traducteur, poète, exégète, philosophe, mathématicien et astronome, il est considéré comme l’une des plus éminentes autorités rabbiniques médiévales.

## Éléments biographiques

### Première période
Membre de la famille Ibn Ezra, qui jouit d'un grand renom en Espagne, Abraham ibn Ezra serait, selon Moïse ibn Ezra (dont il est probablement un parent éloigné), natif de Tudèle et se serait installé ensuite à Cordoue. Abraham ibn Ezra mentionne tantôt l'une, tantôt l'autre comme le lieu de sa naissance.
La vie d'Abraham ibn Ezra se divise en deux périodes : dans la première, Abraham ibn Ezra se construit une réputation de poète et de penseur, dans son Espagne natale. Il y fréquente assidûment les plus prestigieux érudits de son temps, dont Joseph ibn Tzaddik, Juda Halévi, avec lequel Abraham ibn Ezra aurait voyagé dans les communautés d'Afrique du Nord, et Moïse ibn Ezra. Ce dernier fait les louanges du philosophe religieux (mutakallim) et de l'homme éloquent, tandis qu'un jeune contemporain, Abraham ibn Dawd, le qualifie, à la fin de sa chronique de dernier grand homme à avoir fait la fierté du judaïsme espagnol, et de grand poète, qui « a renforcé les mains d'Israël avec des poèmes et des mots de consolation. »
Selon de nombreuses sources, Abraham a passé le plus clair de cette période à s'occuper de poésie, mais il poursuit également d'autres savoirs scientifiques, comme l'indique sa production littéraire dans sa seconde période. Son commentaire biblique, notamment, comprend nombre de ses discussions philosophiques avec Juda Halévi d'une part, et de ses débats avec des représentants du karaïsme, un mouvement juif scripturaliste, adversaire du judaïsme rabbinique traditionnel, auquel se rattache Ibn Ezra.
Ibn Ezra ne donne aucune indication précise quant à sa famille. Cependant, on peut déduire de la glose dans son long commentaire sur Exode 2:2 qu'il avait eu cinq enfants, dont seul Isaac est mentionné, les autres étant sans doute morts en bas âge. Isaac ibn Ezra, qui était peut-être le beau-fils de Juda Halevi, est à bord du bateau qui mène ce dernier en Égypte. Il se sépare alors de lui et fait route vers Bagdad, où il compose en 1143 des poèmes à la gloire de son maître Abu al-Barakat Hibat Allah. Peu après, il le suit dans sa conversion à l'islam, au grand désarroi de son père. C'est probablement dans l'espoir de le ramener au judaïsme qu'Abraham ibn Ezra effectue un premier voyage en Orient (Égypte, terre d'Israël et Irak), bien que la conquête almohade ait également pu y jouer un rôle. Au cours de ce voyage, il rachète le terrain de la synagogue Ben Ezra du Caire (également appelée synagogue al-Gueniza, car sa gueniza est la plus importante et plus étudiée au monde) pour 20 000 dinars

### Seconde période
Dans la seconde partie de sa vie, Ibn Ezra est un solitaire sans attaches, pérégrinant au gré des vents, résidant à chaque étape pendant plusieurs années.
Abraham ibn Ezra se considère comme un exilé, rappelant souvent qu'il est Abraham ibn Ezra l'Espagnol (haSefaradi). Il évoque son amour pour sa patrie perdue, notamment dans une élégie sur les persécutions des Almohades, qui commencent en 1142 ; il y énumère les communautés d'Espagne et d'Afrique du Nord détruites. Par ailleurs, il écrit dans son commentaire sur le Lévitique, à propos de la prescription des quatre espèces, dont il faut prendre une branche ou un fruit pendant la fête des Tabernacles, que « celui qui est exilé des pays arabes vers les terres d'Edom (l'Europe chrétienne) comprendra, s'il a des yeux, la signification profonde de ce commandement. »

Dans l'un de ses poèmes les plus connus, Nedod Hessir Oni, il se décrit comme un étranger, écrivant des livres et révélant les secrets de la connaissance. De fait, il est le seul exemple connu d'érudit errant à avoir développé une activité littéraire aussi riche et importante dans des conditions aussi peu favorables.
C'est en 1140 que commencent ses voyages, Ibn Ezra ayant composé plusieurs livres à Rome cette année, afin de propager la science judéo-espagnole parmi les Juifs italiens, qui n'entendent rien à l'arabe. Il en fera de même à Lucques, Mantoue, Vérone, avant de se rendre en Provence puis vers le nord de la France, et en 1158, en Angleterre, Ibn Ezra ayant séjourné à Londres et à Oxford.

#### Abraham ibn Ezra en Provence
Ibn Ezra se rend en Provence avant 1155, faisant halte dans la ville de Béziers, où il écrit un livre sur les Noms divins, dédicacé à ses patrons, Abraham ben Ḥayyim et Isaac ben Judah. Jedaiah Ben Abraham Bedersi, natif de la ville, parle de son séjour avec enthousiasme, plus de 150 ans après les faits. Juda ibn Tibbon de Lunel, contemporain d'Ibn Ezra, atteste lui aussi de l'importance historique que prit pour les Juifs de Provence le séjour d'Ibn Ezra dans le Sud de la France.

Ibn Ezra est à Narbonne en 1139 ou peu avant, et fait ensuite route vers le Nord de la France.

#### Abraham ibn Ezra dans le Nord de la France
Pendant longtemps, les spécialistes ont cru voir dans רדוס (Redos en hébreu), la preuve qu'Abraham ibn Ezra séjourna à Dreux (דרוס, « Dros » en hébreu). Ce nom fut même corrigé en רודס Rodos ou Rodes. Cette correction sera à l'origine d'une croyance erronée qu'il soit allé à Rhodes ou à Rodez. Les travaux de J. Schirmann repris par l'historien Norman Golb, montrent que cela est dû à une déformation de la dernière cursive. Il fallait y lire « RDOM » (Rouen) et non « REDOS ». Dans cette ville se trouvait une école rabbinique importante où enseignait le Rashbam, petit-fils de Rachi. À son arrivée en 1149, Ibn Ezra rédigea un poème à la gloire de son hôte normand et de son commentaire de la Torah "le salut de tous ceux pour qui l'écriture sainte est obscure" et dont le regard "contemple les secrets du Seigneur". La présence de ces deux figures remarquables attira de nombreux érudits à la yeshiva de Rouen. C'est après avoir récupéré d'une maladie contractée à Rouen, qu'Ibn Ezra entreprend un nouveau commentaire du Pentateuque. Dans la préface à l'Exode (1153), expliquant ce choix dans la préface de l'ouvrage : "Le Seigneur l'a aidé à recouvrer la santé et c'est alors que je fis vœu de commenter la Torah donnée sur le Sinaï". Ibn Ezra complète plusieurs autres travaux exégétiques (les Psaumes et les Petits Prophètes en 1155, le Livre de Daniel et (après un séjour en Angleterre) le Livre d'Esther et le Cantique des Cantiques. C'est aussi à Rouen qu'Ibn Ezra prend contact avec une autre figure majeure de son temps, le tossafiste Rabbenou Tam, frère du Rashbam. Rapidement, les relations se détériorèrent entre Ibn Ezra et ce dernier à cause de leurs conceptions différentes. Le Rashbam insistait sur le sens premier du texte. Abraham ibn Ezra l'accusa dans son Epître sur le sabbat de vouloir inverser la comptabilisation des jours et des nuits durant la Création. Ibn Ezra critiquera vivement ce dernier dans son "Epître sur le sabbat" écrite en 1158 à Londres à l'intention d'un disciple.

#### La fin du voyage
En 1160, Abraham ibn Ezra est de nouveau en Provence, et traduit à Narbonne un traité astronomique à partir de l'arabe. Si les dates données dans le poème concluant son commentaire sur le Pentateuque sont correctes, Ibn Ezra serait mort à Rome, où il aurait également entamé son dernier traité grammatical, Safa Beroura, demeuré inachevé. Les vers d'introduction à ce livre, dédié à son disciple Salomon, ont en effet tout d'un testament : il y exprime l'espoir que ce livre « soit un legs pour Abraham le fils de Meïr, et qu'il préserve sa mémoire de génération en génération. »
Abraham Zacuto avance, sans preuves, qu'Ibn Ezra serait mort à Calahorra, à la frontière de la Navarre et de l'Aragon, le 23 janvier 1167. Le commentateur d'Ibn Ezra, Joseph ben Eliezer Bonfils (Tsafnat Paaneach), affirme qu'il serait mort en la Terre d'Israël où il serait finalement arrivé à la fin de sa vie. Enfin, Moïse Tako ben Hisdaï, son contemporain, a écrit qu'il serait décédé "parmi les enfants d'Angleterre".

## Portrait dans le psautier de Blanche de Castille
Judith Kogel et Patricia Stirnemann ont été les premières à proposer de voir dans la peinture liminaire du Psautier dit de Blanche de Castille (folio 1v) la représentation d’un événement historique auquel aurait participé Abraham Ibn Ezra.
Cette identification proposée à la personne d'Abraham Ibn Ezra,, largement partagée par la communauté scientifique, se fonde sur l'observation de plusieurs conventions picturales en vigueur dans ce riche psautier latin, datant du XIIIe siècle.
Dans cette image, le personnage central est un astronome juif, tenant une règle de mathématicien et levant à hauteur des yeux un astrolabe, outil de prédilection des astrologues, au sujet duquel Abraham Ibn Ezra a rédigé plusieurs traités.
Les deux clercs chrétiens sont assis de part et d’autre. Le premier, barbu et doté d'une longue toge (il s'agit donc d'un clerc expérimenté de rang élevé selon les conventions picturales) présente au maître juif un livre en caractères pseudo-hébreux. Ce dernier, tout en illustrant ses propos à l’aide de l'astrolabe, semble dicter la traduction du texte au deuxième clerc plus jeune car représenté glabre et au mollet apparent (!). Cette scène de retranscription correspond bien à un évènement connu de la vie d'Ibn Ezra qui aurait lui-même assuré la traduction de son ouvrage sur l'astrolabe, Keli ha-neḥoshet, en latin.

## Ses œuvres

### Exégèse

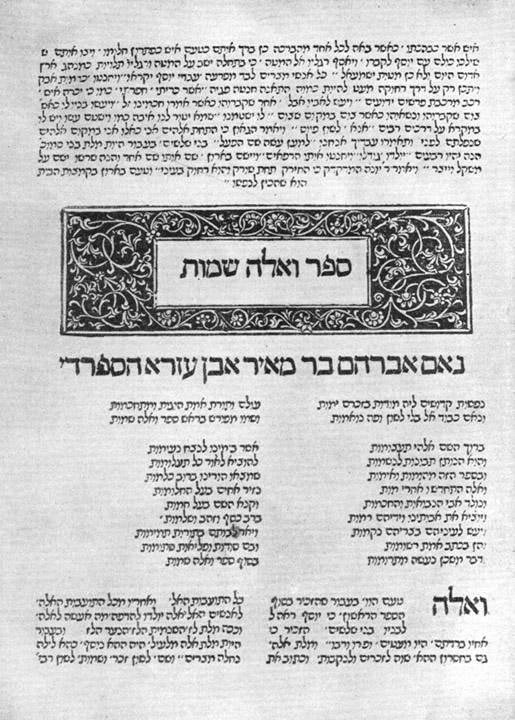
Le Livre de l'Exode avec le commentaire d'Abraham bar Meir ibn Ezra HaSefaradi, avec un poème introductif de l'auteur, Naples 1488

#### Sefer HaYashar
La principale œuvre d'Abraham ibn Ezra est son commentaire sur le Pentateuque, intitulé Sefer HaYashar. C'est principalement à ce livre qu'il doit sa réputation, et il a, comme celui de Rachi, engendré une abondante littérature de super-commentaires. Il existe en de nombreux exemplaires, manuscrits et imprimés (la première édition a été effectuée à Naples, en 1488). Il a réalisé un long commentaire de l'Exode, outre celui qui se trouvait dans son commentaire sur le Pentateuque, en 1153. C'est ce long commentaire qui est le plus souvent imprimé. Un manuscrit ancien, conservé à la bibliothèque de Cambridge, comporte une combinaison de ces deux commentaires. Une Bible rabbinique moderne, intitulée Torat Hayyim, propose les deux commentaires séparément.
Michael Friedländer a édité en 1877 un commentaire du même type sur le Livre de la Genèse, qu'Ibn Ezra n'a pas eu le temps de compléter.
Ainsi qu'il l'explique en introduction à ses commentaires, Ibn Ezra considère les interprétations des Gueonim (c'est-à-dire principalement de Saadia Gaon et Samuel ben Hophni), des Karaïtes et des chrétiens comme fausses ou insatisfaisantes. Quant au midrash, exégèse rabbinique traditionnelle, il estime que, malgré la justesse de ses enseignements, il ne vise pas réellement à élucider le sens du texte. L'interprétation qu'il propose suit le sens simple (peshat) du texte biblique, en se basant sur l'analyse grammaticale dont les auteurs judéo-andalous comme Juda Hayyuj, Yona ibn Jannah, Moïse ibn Gikatilla et d'autres se sont fait une spécialité.
Rédigé dans un hébreu parfaitement maîtrisé au niveau grammatical, et dans un ton spirituel, qui peut aisément devenir poétique, mais néanmoins laconique et riche en « secrets » demeurant inexpliqués, le commentaire reflète aussi l'originalité et la polyvalence d'Ibn Ezra. Il est résolument rationaliste, axé sur les sciences astronomiques et astrologiques et remet notamment en cause la création ex nihilo. Il fourmille de notes sur des sujets divers, dont la grammaire, les mathématiques, quelques considérations philosophiques, etc. Il comprend également de nombreuses polémiques, principalement dirigées contre les interprétations karaïtes de la Bible. Ces attaques sont si caractéristiques de l'œuvre d'Ibn Ezra qu'en des endroits où il semble au contraire s'appuyer sur des exégèses karaïtes, notamment celles de Yefet ben Ali, les supercommentateurs classiques ont mis en doute l'attribution de ces propos à l'auteur, en supposant qu'ils étaient le fait d'un disciple fourvoyé, voire d'un Karaïte.
Une des grandes originalité de son commentaire du Pentateuque est de sous-entendre que l'auteur n'en serait pas Moïse contrairement à l'affirmation traditionnelle des rabbins. Il appuie son raisonnement sur les incohérences chronologiques du texte montrant que celui-ci ne peut être que beaucoup plus tardif que l'époque de Moïse. Par exemple sur Genèse 12.6 : "Le Cananéen était alors dans le pays", verset qui sous-entend que du vivant de l'auteur de la Tora, il n'y avait plus de cananéens en Eretz Israël ce qui ne va pas si Moïse est l'auteur de ces lignes, il commente : "soit la terre de Canaan appartenait autrefois à un autre peuple que Canaan, soit il y a ici un grand secret et l’intelligent doit se taire...". Sur Deutéronome 1.2 : "Au-delà du Jourdain", "dans le désert", "dans la Arava". Si tu comprends le secret des dix années (de la chronologie) de même pour "et Moïse écrivit" (Deut. 31.22), ou "le cananéen était alors dans le pays" (Gen. 12.6), ou le verset "appelé aujourd’hui "Sur le mont d’Adônaï-Yéraé." (Gen. 22.14), ou "son lit, un lit de fer, se voit encore dans la capitale des Ammonites" (Deut. 3.11), "alors tu connaitras la vérité", conclut-il.
Abraham ibn Ezra revient à plusieurs reprises sur cette idée, mais toujours par allusion, conscient semble-t-il de la force du tabou qu'il osait toucher. Il est pour cela considéré comme un pionnier de l'exégèse critique moderne qui a largement développé les hypothèses audacieuses d'ibn Ezra.

#### Autres commentaires
Les éditions classiques des Bibles rabbiniques comprennent également les commentaires d'Ibn Ezra sur les Livres d'Isaïe, des Prophètes mineurs, de Job, des Psaumes, du Cantique des Cantiques, d'Esther, de Ruth, de l'Ecclésiaste, des Lamentations et de Daniel.
Par contre, les commentaires sur les Proverbes, Ezra et Néhémie, qui lui sont attribués, ont en réalité été écrits par Moïse Kimhi, un commentateur provençal ultérieur qui montre son influence ; le commentaire sur le Livre des Proverbes qui lui a été attribué par Driver en 1881 et Horowitz en 1884 n'est pas davantage de lui. On lui connaît également des commentaires sur le Cantique des Cantiques, Esther (dont il existe deux versions) et Daniel. Il semble, d'après ses notes, qu'Ibn Ezra ait aussi écrit des commentaires sur les Premiers Prophètes, mais ceux-ci ne peuvent qu'être reconstitués à partir de ses propres notes. Jean Mercier a traduit des commentaires sur le Décalogue qui lui ont été attribués.

#### Influence
Le commentaire d'Abraham ibn Ezra est considéré comme un classique, et n'a cessé d'être étudié par les exégètes ultérieurs jusqu'à nos jours. Ses prises de position allant parfois à l'encontre de la tradition rabbinique ont souvent été dénoncées, notamment par des auteurs plus « orthodoxes, » comme Nahmanide ou Isaac Abravanel, ainsi que par ses propres supercommentateurs, certains allant jusqu'à dire que ces opinions étaient trop en désaccord avec celles exprimées par Ibn Ezra dans son introduction ou dans d'autres écrits pour être les siennes.
Spinoza l'ayant fait connaître comme l'un de ses modèles dans son Traité théologico-politique, Ibn Ezra est considéré comme le précurseur de la critique textuelle biblique. Sans émettre d'affirmations positives, il sous-entend à plusieurs reprises dans son commentaire de façon relativement explicite, sur base strictement textuelle, que la Torah n'a pu être rédigée par Moïse seulement et qu'il s'agirait donc d'un texte plus tardif, et que les chapitres 40 à 66 du Livre d'Isaïe auraient été écrits par un « second Isaïe, » exilé babylonien anonyme.
Toutefois, les passages cités par Spinoza peuvent être interprétés de manière moins radicale, et Ibn Ezra exprime lui-même à plusieurs reprises sa volonté de défendre le texte biblique contre tout ce qui pourrait lui porter atteinte. Il s'insurge, dans sa lettre sur le Sabbath (un responsum rédigé en 1158 à l'intention d'un disciple), contre l'interprétation du Rashbam sur les versets relatifs au septième jour de la Création, et voue au bûcher tous les livres où cette interprétation apparaît, car elle lui semble porter atteinte aux fondements des rites, voire de la tradition.

### Grammaire hébraïque
Abraham ibn Ezra fut, avec Joseph Kimhi d'une part, et Juda ibn Tibbon d'autre part, le passeur principal de la science grammaticale judéo-andalouse en Europe chrétienne.
S'appuyant en très grande partie sur les travaux de Hayyuj et Ibn Jannah, il dispense au cours de ses pérégrinations de nombreux traités en hébreu, couvrant les théories grammaticales depuis Saadia Gaon jusqu'à Ibn Jannah, et traduit les travaux de Hayyuj en hébreu :

#### Sefer Moznayim
Écrit à Rome en 1140, il s'agit d'une introduction à la linguistique hébraïque, expliquant soixante termes utilisés en grammaire hébraïque, dont le Karaïte Juda Hadassi reprit le matériel en 1148 dans son Eshkol HaKofer, sans mentionner Ibn Ezra. Le livre contient aussi une revue des grammairiens qui ont précédé Ibn Ezra. Le livre a été imprimé pour la première fois en 1546. Une édition critique a été réalisée en 2002.

#### Traductions des livres de Hayyuj
Abraham ibn Ezra a réalisé une traduction des deux ouvrages majeurs de Juda Hayyuj et d'un troisième sur la ponctuation du même auteur, sous les titres de Sefer Otiyyot hano'aḥ, Sefer Po'alei haKefel et Sefer haNikkoud. Les trois traductions ont été publiées simultanément par Leopold Dukes à Francfort en 1844 ; John W. Nutt a réimprimé le Sefer HaNikkoud avec l'original arabe de Hayyuj, et avec les Sefer Otiyyot HaNo'aḥ vehaMeshekh et Sefer Po'olei ha-Kefel de Moshe ibn Gikatilla, en 1870.

#### Sefat Yeter
Deux livres sont connus sous ce nom :
- un livre rédigé en défense de Saadia Gaon contre les arguments d'un critique qu'Abraham ibn Ezra identifie à Dounash ben Labrat, et dont il a découvert le manuscrit en Égypte. Le livre a été erronément publié sous le titre de Sefat Yeter (ed. Bisliches 1838 ; ed. Lippmann, Francfort, 1843), alors qu'il s'agit d'un autre ouvrage d'Ibn Ezra. Après découverte d'un fragment de la Gueniza du Caire[30], une édition critique a été réalisée en 1988[31].
- le véritable Sefat Yeter, manuel à l'usage des débutants, composé à Lucques entre 1140 et 1145. Wilhelm Bacher l'a confondu avec le Sefer hayessod (ou Yessod diqdouq) et conclu qu'il avait été perdu, mais Wilensky[32] a prouvé qu'il s'agissait bien du Sefat Yeter. L'introduction a été publiée et une édition critique en a été réalisée en 1984[33].

#### Sefer Tzahot
Le Sefer Tzahot, écrit à Mantoue en 1145, est considéré comme l'ouvrage majeur et le plus complet d'Ibn Ezra dans le domaine de la grammaire. Édité par Lippmann à Fuerth, en 1827, une édition critique a été réalisée en 1977.
Il reprend les acquis de ses prédécesseurs, qu'il présente d'une façon moins théorique et plus systématique. Sa principale innovation est d'aborder la métrique poétique dans le premier chapitre, lorsqu'il traite des voyelles, du sheva et des paradigmes nominaux. Ibn Ezra traite également en profondeur des modes de conjugaison, des verbes bilitères et quadrilitères, ainsi que des verbes composés de deux mots ou formes.

#### Autres
Abraham ibn Ezra a également composé le Sefer haShem et le Yessod Mispar, tous deux à Béziers avant 1155, et le Safa Beroura, demeuré inachevé, probablement dans le Sud de la France, à une date indéterminée.
Le Sefer haShem a été édité par Lippman en 1834. Il s'agit d'un ouvrage à la fois grammatical et spéculatif, à la manière du Sefer Yetzira, traitant des Noms de Dieu écrits avec les lettres 'HYH (אהיה) et YHWY (יהוי). Ces lettres, ainsi que les nombres qui y sont associés selon la numération hébraïque, leur qualité phonétique, leurs fonctions grammaticales et d'autres traits, jusqu'à leur représentation graphique, donneraient des informations sur la divinité.

 Le Yessod Mispar est une petite monographie sur les particularités grammaticales des nombres, éditée par Simhah Pinsker en 1863, dans la dernière partie du livre de cet auteur sur les systèmes de ponctuation de l'hébreu utilisés en terre d'Israël et en Babylonie.

### Philosophie religieuse
Bien qu'il soit considéré comme l'un des plus importants penseurs du judaïsme, Abraham ibn Ezra est probablement plus proche de la théologie discursive de Saadia Gaon, qui est sa source principale, que de la véritable recherche philosophique de ses successeurs, dont Moïse Maïmonide. Sa doctrine tient donc du Kalam juif, fortement influencé par le néoplatonisme et l'astrologie.
Il considère ainsi que seul le monde inférieur fut créé (le monde supérieur et les anges étant coéternels à Dieu), que Dieu ne connaît que les espèces, pas les individus, et que sa providence ne s'adresse elle aussi qu'aux espèces, par la médiation des corps célestes ; toutefois, les individus ayant développé leur âme et leur intellect peuvent prévoir les influences néfastes causées par les sphères célestes, et en conséquence les éviter.
Outre les considérations philosophiques affleurant par endroits dans sa poésie, et les excursus qu'il s'autorise dans son commentaire biblique lorsque le sujet s'y prête, comme Ecclésiaste 7:9, deux œuvres d'Ibn Ezra peuvent être considérées comme spécifiquement philosophiques.

#### Yessod Mora
Le Yessod Mora (Base de la Révérence) est un livre sur la division et le sens des prescriptions bibliques. Rédigé en 1158, il a été édité pour la première fois en 1529.
Le livre s'ouvre sur un passage en revue des sciences pratiquées par les Juifs de son temps, sans faire la distinction entre savoirs traditionnels, à savoir la massore, la grammaire hébraïque, la Bible et le Talmud, et profanes, à savoir la « science des astres » (hokhmat hamazalot), la « science des mesures » (hokhmat hamiddot), la « science de l'esprit » (hokhmat hanefesh), « le produit des cieux » (toledet hashamayim) et, enfin, la « balance de toute science » (hokhmatha mivta). Ibn Ezra semble y inclure une forme de spéculation ésotérique (sod hamerkava, shiour qoma), acceptable si elle est abordée proprement. Toutes ces sciences sont nécessaires à la bonne compréhension des problèmes qui se posent aux Juifs.
Il explique dans les chapitres comment différencier les groupes dans lesquels doivent être classés les commandements, traite des commandements limités à un groupe d'individus (prescriptions n'incombant qu'aux prêtres, prescriptions relatives aux offrandes, limitées aux mâles, etc.). Après avoir éliminé de la sorte les commandements particuliers, il aborde, dans le cinquième chapitre, les commandements absolus, valables en tous lieux et en tous temps, que la raison connaissait avant la Révélation. De la sorte, Ibn Ezra peut conclure en affirmant que le judaïsme contient en son cœur les principes universels de la raison.

#### Hayy ben Meqitz
Hayy ben Meqitz est un récit en prose rimée, dédié à Samuel ibn Jam'. Il a été édité parmi les poèmes d'Ibn Ezra par David Kahana à Varsovie en 1894. Rédigé dans la veine du Hayy ibn Yaqzan d'Avicenne, dont Ibn Tufayl et d'autres ont déjà produit leurs propres versions, il s'agit d'une allégorie philosophique, où le narrateur rencontre Hayy et est mené par lui à la fontaine de vie puis au travers des huit royaumes (les huit planètes) avant de le faire pénétrer dans le monde angélique. Hayy lui explique alors qu'il ne peut voir l'Un, mais que s'il continue dans ses pas, il parviendra à Le connaître, voire à Le voir.
Bien qu'entremêlé de versets bibliques qui le rendent familier à un lectorat juif, Hayy ben Meqitz est l'œuvre la moins spécifiquement juive d'Ibn Ezra, comportant même des connotations quelque peu chrétiennes. Il semble en revanche fort imprégné d'esthétique néoplatonicienne.

### Ouvrages sur la science des astres
La « science des astres, » qui regroupe chez Ibn Ezra tant l'astronomie que l'astrologie, les mathématiques et l'étude du calendrier hébraïque, joue un rôle central tant dans ses conceptions que dans ses œuvres.

#### Traités d'astrologie
L'astrologie occupe une place centrale dans l'œuvre et la pensée d'Abraham ibn Ezra, qui mesure à l'aune de celle-ci la prédestination et le libre-arbitre,. C'est également une explication astrologique qu'il fournit à plusieurs prescriptions bibliques, dont les offrandes.
Il a écrit plusieurs traités d'astrologie, composés pour la plupart à Béziers en 1146, couvrant l'ensemble de ses domaines (horoscope, astrologie médicale, profil astrologique, etc.), et formant ensemble une véritable encyclopédie de l'astrologie. Ils sont basés sur le Tetrabiblos de Claude Ptolémée et d'autres auteurs hindous, persans et arabes.
Le premier et plus connu de ces traités est le Reshit Hokhma, traité en dix chapitres, où Ibn Ezra décrit les fondements de l'horoscope. Traduit une première fois en français en 1273 par Hagin le Juif, sous le titre de Commencement de Sapience, il l'a été en anglais par Raphael Levy et Francisco Cantera, sur base d'un manuscrit et de cette première traduction. Une seconde traduction française a été réalisée en 1977.
Ce livre est complété et approfondi par le Sefer HaTeamim, dont il existe une version courte et une version longue. Les deux versions ont été éditées, en 1941 et 1951 respectivement. D'autres traités ont été édités par Yehouda Leib Fleischer, entre 1932 et 1939, et par Meir Bakkal en 1971.
Pour Ibn Ezra, le monde se divise en un étage spirituel, un étage céleste et un étage sub-lunaire. Ce dernier est tout entier gouverné par les astres, bien que l'homme puisse, par sa connexion avec le divin, les influer. Si Ibn Ezra est assez prudent dans ses commentaires bibliques pour laisser entendre qu'il n'y a pas d'astre dirigeant Israël, en conformité avec le Talmud, il affirme dans ses écrits astrologiques que l'influence des astres est universelle.

#### Traités d'astronomie
Le principal traité d'astronomie d'Abraham ibn Ezra est le Keli ha-nekhoshet, un traité sur l'astrolabe en 36 chapitres, édité par Edelmann, en 1845.
Ibn Ezra a en outre traduit de l'arabe les explications de Muhammad bin Almatani aux tables astronomiques d’Al-Khawarizmi, sous le titre de Taamei Louhot al-Khwarizmi, et un livre de Mashallah sur les éclipses du soleil et de la lune.

#### Traités mathématiques
Les mathématiques constituent aux yeux d'Ibn Ezra la base fondamentale de la science des astres. Il y a consacré deux traités, le Sefer haekhad et le Sefer hamispar.
Le Sefer haekhad est un livre purement mathématique en neuf chapitres, sur les particularités des chiffres de 1 à 9, et leurs fonctions. 
Le Sefer hamispar (Lucques 1146), est un ouvrage d'arithmétique en sept chapitres sur la multiplication, la division, l'addition, la soustraction, les proportions et les racines carrées. Il s'agit de l'un des premiers livres introduisant le système décimal d'al-Khwarizmi en Occident.

#### Autres
Le Sefer ha-'ibbour (éd. Halberstam, 1874) est un livre sur l'intercalation d'un mois embolismique dans le calendrier hébraïque. Abraham ibn Ezra y traite également des lois générales du calendrier.
Shalosh she'elot est un responsum rédigé à Narbonne en 1139 en réponse à trois questions de David Narboni sur la chronologie.

#### Influence
Ainsi que l'a prouvé Shlomo Sela, l'influence d'Ibn Ezra en la matière a été si importante qu'elle a motivé les questions adressées par les Juifs de Provence un siècle plus tard à Moïse Maïmonide, pour connaître ses positions sur le sujet, que le Sage dépréciait particulièrement.
Le cratère lunaire Abenezra a été nommé en son honneur.

### Poésie
Abraham ibn Ezra a composé des poèmes religieux et profanes, qui vont des chansons à boire aux chants d'amour et aux devinettes. Dans l'esprit de son temps, il fonde sa poésie sur la bonne connaissance de la philologie hébraïque, et fustige le style des anciens payytanim (poètes liturgiques), à l'exception notable de Saadia Gaon.
La plupart des poèmes d'Ibn Ezra, y compris Hayy ben Meqitz, ont été recueillis dans ses Diwan (260 pièces), édités par I. Egers à partir du seul manuscrit en existence. David Rosin a également réalisé une compilation et traduction d'autres poèmes non inclus dans les Diwan. Ils ont également été édités avec une introduction et des notes par David Kahana en 2 volumes (Varsovie, 1894).
Juda al-Ḥarizi dit des poèmes d'Ibn Ezra qu'ils « apportent de l'aide en temps de besoin, et la pluie en temps de sécheresse. Toute sa poésie est élevée et admirable dans son contenu. » Pour Leopold Zunz, il a démontré le fossé qu'il y a entre piyyout (poésie liturgique) et poésie profane.
Parmi ses pièces les plus célèbres figurent le Ki eshmera shabbat, une zemira (chant de chabbat), et une épigramme pour excuser son éternelle indigence : « Si je faisais le commerce des bougies, le soleil ne se coucherait pas, si je vendais des linceuls, personne ne mourrait. »

## Ouvrages

### Exégèse
Les commentaires d'Ibn Ezra sur la quasi-intégralité de la Bible hébraïque sont disponibles en ligne en format html verset par verset sur Olam HaTanakh du site Daat
- (he) Texte intégral du commentaire d'Ibn Ezra sur le Pentateuque sur le site Daat [PDF]
- (he) Texte intégral du commentaire d'Ibn Ezra sur le Livre d'Esther, idem.
- (he) Texte intégral du commentaire d'Ibn Ezra sur le Cantique des Cantiques, idem.
- (he) Texte intégral du commentaire d'Ibn Ezra sur le Livre des Proverbes, idem.
- (he) Texte intégral de la Lettre sur le Sabbath, idem.

### Grammaire hébraïque
- (he) Texte intégral du pseudo-Sefat Yeter, édition Varsovie et Francfort sur le site Daat

### Philosophie
- (he) Texte intégral de Yessod Tora veSod Mora, sur le site Daat

### Science et astrologie
- (he) Texte intégral du Sefer HaMispar, sur le site Daat
- (he) Texte intégral du Sefer HaIbbour, édition 1874 [PDF], sur le site Daat
- (la) De nativitatibus, Venetiis, Erhardus Ratdolt, 1485, 23 p. (lire en ligne).

### Poésie
- (he) Poèmes sacrés et profanes d'Abraham ibn Ezra dans le projet Ben-Yehouda.
- (he) Idem, avec analyse des textes et présentation de l'auteur, sur le site Invitation au piyyout
- (he) Sélection de poèmes, sur le site Daat

#### Exégèse
- (he) H.R. Rabbinowicz, Le commentaire d'Ibn Ezra et son rapport aux autres exégètes, étude réalisée à l'occasion des 800 ans de son décès, sur le site Daat

#### Science et astrologie
- (en) David Mc Cann (éd.), 120 Aphorisms for Astrologers by Abraham ibn Ezra
- (en) Sela, Shlomo, "Abraham Ibn Ezra's Scientific Corpus Basic Constituents and General Characterization", in Arabic Sciences and Philosophy, (2001), 11:1:91-149 Cambridge University Press